# Bảo Quốc
Bảo Quốc  (sinh ngày 11 tháng 9 năm 1949) là một diễn viên hài kịch và cải lương của Việt Nam.

## Cuộc đời và sự nghiệp
Ông tên đầy đủ là Lư Bảo Quốc, sinh ngày 11 tháng 9 năm 1949 tại xã Thái Hiệp Thạnh, Tây Ninh (nay thuộc phường 1, thành phố Tây Ninh). Là con thứ 6 trong một gia đình có 10 người con, cha là ông Lư Hòa Nghĩa, tức Năm Nghĩa (1911-1959), một nghệ sĩ cải lương có tiếng tại miền Nam thời bấy giờ, mẹ là bà Nguyễn Thị Thơ (1920-1988), thường được gọi với cái tên "bầu Thơ", chủ đoàn cải lương Thanh Minh, một trong 5 đoàn hát nổi tiếng nhất Sài Gòn thời kỳ những năm 1950–1972. Bảo Quốc còn một người chị cùng mẹ khác cha là nghệ sĩ cải lương vang bóng một thời NSƯT Thanh Nga.
Gia đình NSƯT Bảo Quốc còn có nhiều nghệ sĩ nổi tiếng như:
- Năm Nghĩa (cha ruột)
- Bầu Thơ (mẹ ruột)
- Hữu Thìn (anh cùng mẹ khác cha)
- Thanh Nga (chị cùng mẹ khác cha)
- Hồng Loan (con gái)
- Gia Bảo (cháu nội)

Ngoài những người làm nghệ thuật thì ông còn có một đứa con trai cả tên là Hòa Thanh (có vợ là Ngọc Bích). Hòa Thanh và Ngọc Bích (đã ly hôn) là cha mẹ của diễn viên hài Gia Bảo.
Một số vai diễn tiêu biểu của ông như: vai Chương Hầu trong vở "Tiếng trống Mê Linh", vai chính của vở hài kịch "Con ma nhà họ Hứa", vai Bùi Kiệm trong vở "Kiều Nguyệt Nga", vai Hai Xiên trong vở "Bàn thờ Tổ một cô đào" và vai Y xì ke trong "Bóng tối và ánh sáng". Ông được Nhà nước trao tặng danh hiệu Nghệ sĩ ưu tú năm 1991.

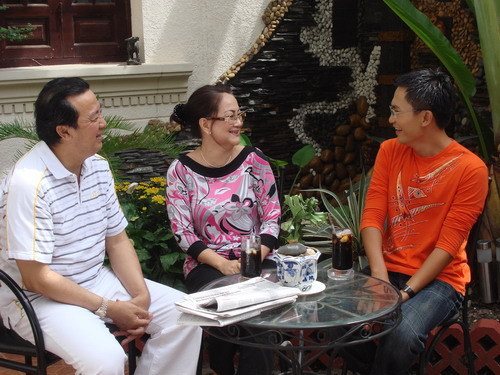
Vợ chồng nghệ sĩ Bảo Quốc (bên trái) và diễn viên Đại Nghĩa.

Ngày 6 tháng 2 năm 2015, khi 65 tuổi ông đã có cháu cố đầy tháng. Hiện nay, cả gia đình ông định cư tại Little Saigon, Quận Cam, Hoa Kỳ.

## Tác phẩm

### Cải lương
- Bên cầu dệt lụa (vai Tất Đạo)
- Tiếng trống Mê Linh (vai Chương Hầu)
- Thái hậu Dương Vân Nga (vai Đinh Lăng)
- Trạng Quỳnh (diễn chung với Minh Phụng, Linh Huệ)
- Giữa chốn bụi hồng
- Kiều Nguyệt Nga
- Bàn thờ Tổ một cô đào
- Bóng tối và ánh sáng (vai Y xì ke)
- Mục Liên tìm mẹ
- Người đẹp giữa rừng khuya
- Lan và Điệp (vai Bếp Sặc)
- Nửa đời hương phấn (vai Chú Năm Xe Rác)
- Rồi 30 năm sau

### Hài đã đóng
- Sui gia đại chiến
- Taxi may mắn
- Về quê ăn Tết
- Câu chuyện đầu xuân
- Nghệ thuật buôn bán
- Lò võ dỏm
- 5 chàng kép già
- Chuyện ba cái bánh
- Cá độ
- Mướn chồng
- Vô tình
- Ly miêu hoán chúa
- Đi đêm có ngày gặp ma
- Chuyện Trạng
- Trạng chết, chúa băng hà
- Nỗi oan Thị Mầu
- Ăn mày tìm con
- Đường lên đỉnh G
- Món quà tất niên
- Những đứa con ngỗ nghịch
- Chí khí tuổi già

### Kịch đã đóng
- Cưới dùm
- Con ma nhà họ Hứa
- Cánh đồng gió
- Làm người ai làm thế
- Cậu Tèo về nước
- Sự lừa dối đáng yêu

### Phim đã tham gia
- Hai Cũ
- Thủ môn từ trên trời rơi xuống
- Khi đàn ông có bầu
- Võ lâm truyền kỳ
- Công chúa teen và ngũ hổ tướng
- Tết tây tết ta
- Cali mùa hoa vàng

### Liveshow
- 50 năm vui cười cùng sân khấu (2009)
- 52 năm góp với nhân gian một tiếng cười (2011)

## Trình diễn trên sân khấu hải ngoại

### Trung tâm Thúy Nga

#### Paris By Night
| STT | Tiết mục                                        | Thể hiện với                                            | Chương trình       | Năm  |
| --- | ----------------------------------------------- | ------------------------------------------------------- | ------------------ | ---- |
| 1   | Hài kịch "Ông Táo Chầu Trời" (Nguyễn Ngọc Ngạn) | Việt Hương, Thúy Nga, Hoài Tâm, Duy Trường, Nguyên Khoa | Paris By Night 110 | 2014 |

### Trung tâm Vân Sơn
| STT | Tiết mục                     | Thể hiện với           | Chương trình | Năm  |
| --- | ---------------------------- | ---------------------- | ------------ | ---- |
| 1   | Hài kịch "Nhuệ Khí Tuổi Già" | Ngọc Giàu, Kim Tử Long | Vân Sơn 42   | 2009 |
| 2   | Hài kịch "12 con giáp"       | Vân Sơn                | Vân Sơn 43   | 2009 |

## Giải thưởng
- Huy chương vàng giải Thanh Tâm 1967
- Danh hài được yêu thích nhất năm 1976
- Đệ Nhất Danh Hài, báo Sân khấu bình chọn năm 1991
- Từ 1991 đến 2001 vẫn được bầu chọn là Đệ Nhất Danh Hài của báo Sân khấu tổ chức
- Giải Cù Nèo Vàng năm 1996 do báo Tuổi Trẻ Cười tổ chức
- Đoạt Giải Mai Vàng trong 4 năm liên tiếp 1993–1996 do báo Người Lao động tổ chức
- Giải Tôn Vinh Nghệ sĩ trong Gala Cười năm 2003
- Huy chương vàng Vai phụ xuất sắc năm 1979 tại Hải Phòng
- Giải Mai Vàng năm 2006